# Украшенный лорикет
Украшенный лорикет (лат. Saudareos ornata) — птица отряда попугаеобразных.

## Внешний вид
Длина тела 22—25 см, хвоста 6,5—8,5 см. Основная окраска зелёная. Затылок, щёки и подбородок красные. Область уха и верхняя часть головы тёмно-синие. Верхняя часть груди, передняя сторона шеи и зоб ярко-красного цвета с синими полосками. Клюв оранжевый.

## Распространение
Эндемик Индонезии. Обитает на острове Сулавеси и близлежащих небольших островах.

## Образ жизни
Населяют тропические леса.

## Размножение
Самка откладывает 2 яйца, насиживание длится 27 дней.